# Niina Petrõkina
Niina Petrõkina (* 14. August 2004 in Tallinn) ist eine estnische Eiskunstläuferin, die im Einzellauf antritt. Sie ist die Europameisterin 2025 und dreimalige estnische Meisterin.
Petrõkina begann 2008 mit dem Eiskunstlauf. Sie nahm 2018 zum ersten Mal an den Estnischen Juniorenmeisterschaften teil und gewann die Bronzemedaille, zwei Jahre später wurde sie estnische Juniorenmeisterin. Sie startete parallel bei den Estnischen Meisterschaften, wo sie bei ihrer ersten Teilnahme den 7. Platz erreichte. 2020 gewann sie die Silbermedaille hinter Eva-Lotta Kiibus. Ihre erste Teilnahme an den Juniorenweltmeisterschaften in derselben Saison verlief enttäuschend und sie konnte sich nicht für die Kür qualifizieren. In der folgenden Saison setzte sie aus gesundheitlichen Gründen aus.
Zur Saison 2021/22 stieg Petrõkina wieder in den Wettbewerb ein. Sie trat mit einem Kurzprogramm zu Je n'attendais que vous der armenischen Sängerin Masha Mnjoyan und einer Kür zu Love of My Life der Band Queen an. Sie gewann drei Medaillen in der Challenger-Serie und gewann bei den Estnischen Meisterschaften diesmal vor Eva-Lotta Kiibus die Goldmedaille. Für die Olympischen Winterspiele 2022 wurde dennoch Kiibus ausgewählt; Petrõkina vertrat Estland bei den Weltmeisterschaften 2022, wo sie den 16. Platz erreichte. Bei den Europameisterschaften 2022 erreichte sie den 8. Platz.
In der Saison 2022/23 trat Petrõkina mit einem Kurzprogramm zu Give Us a Little Love der dänisch-rumänischen Singer-Songwriterin Fallulah und einer Kür zu Musik des ungarischen Komponisten Balázs Havasi an. Sie wurde zum ersten Mal in die Grand-Prix-Serie eingeladen, wo sie einen 6. und einen 7. Platz belegte. Sie wurde zum zweiten Mal Estnische Meisterin und belegte bei den Eiskunstlauf-Europameisterschaften 2023 den 6. Platz. Bei den Juniorenweltmeisterschaften wurde sie 12. Bei den Weltmeisterschaften 2023 lag Petrõkina nach dem Kurzprogramm auf dem 6. Platz. Sie erreichte Platz 9 in der Gesamtwertung, womit sie einen zweiten Startplatz für Estland bei den Weltmeisterschaften 2024 sicherte.
2023 gewann Petrõkina die Bronzemedaille bei Skate America und damit die erste Medaille für Estland in einem ISU-Grand-Prix-Wettbewerb.

## Ergebnisse
| Meisterschaft/Saison              | 2017/18 | 2018/19 | 2019/20 | 2020/21 | 2021/22 | 2022/23 | 2023/24 | 2024/25 |
| --------------------------------- | ------- | ------- | ------- | ------- | ------- | ------- | ------- | ------- |
| Weltmeisterschaften               |         |         |         |         | 16.     | 9.      | 16.     |         |
| Europameisterschaften             |         |         |         |         | 8.      | 6.      |         | 1.      |
| Estnische Meisterschaften         | 7.      | 4.      | 2.      |         | 1.      | 1.      |         | 1.      |
| Grand-Prix-Serie/Saison           | 2017/18 | 2018/19 | 2019/20 | 2020/21 | 2021/22 | 2022/23 | 2023/24 | 2024/25 |
| NHK Trophy                        |         |         |         |         |         | 7.      |         | 10.     |
| Skate Canada                      |         |         |         |         |         | 6.      |         |         |
| Skate America                     |         |         |         |         |         |         | 3.      |         |
| Cup of China                      |         |         |         |         |         |         | 4.      |         |
| Grand Prix Finnland               |         |         |         |         |         |         |         | 7.      |
| Juniorenwettbewerb/Saison         | 2017/18 | 2018/19 | 2019/20 | 2020/21 | 2021/22 | 2022/23 | 2023/24 | 2024/25 |
| Juniorenweltmeisterschaften       |         |         | 33.     |         | 9.      | 12.     |         |         |
| Junior Grand Prix Österreich      |         |         |         |         | 4.      |         |         |         |
| Junior Grand Prix Tschechien      |         | 11.     |         |         |         |         |         |         |
| Junior Grand Prix Frankreich      |         |         |         |         | 7.      |         |         |         |
| Junior Grand Prix Lettland        |         |         | 6.      |         |         |         |         |         |
| Junior Grand Prix Polen           |         |         | 10.     |         |         |         |         |         |
| Estnische Juniorenmeisterschaften | 3.      |         | 1.      |         |         |         |         |         |